# Angoville
Angoville is een plaats en voormalige gemeente in het Franse departement Calvados in de regio Normandië. De plaats maakt deel uit van het arrondissement Caen en telt 33 inwoners (2009).

## Geschiedenis
Cesny-Bois-Halbout fuseerde op 1 januari 2019 met Acqueville, Cesny-Bois-Halbout, Placy en Tournebu tot de commune nouvelle Cesny-les-Sources.

## Geografie
De oppervlakte van Angoville bedraagt 3,6 km², de bevolkingsdichtheid is dus 9,2 inwoners per km².
De onderstaande kaart toont de ligging van Angoville met de belangrijkste infrastructuur en aangrenzende gemeenten.

## Demografie
Onderstaande figuur toont het verloop van het inwonertal (bron: INSEE-tellingen).

Vanwege een beveiligingsprobleem met de MediaWiki Graph-software is het momenteel niet mogelijk deze grafiek weer te geven. Zodra de software is bijgewerkt zal de grafiek vanzelf weer zichtbaar worden.
Acqueville · Angoville · Cesny-Bois-Halbout · Placy · Tournebu